# Пак
Пак (енгл. Puck) је плочица облика диска. Има функцију лопте у хокеју на леду. Такође се користи у хокеју на ролерима, подводном хокеју и ваздушном хокеју. Порекло назива пака је непознато. Пак се у Европи користи од 1820, када су британски играчи бендија видели да њихове канадске колеге не играју са лоптом, већ са гуменом плочицом, која је била далеко лакша за контролисање.

## У хокеју на леду
Пак који се користи у овом спорту је направљен од веома тврде гуме. Обично је црне боје, док му је дебљина 25,4 мм, ширина 76.2 мм, а тежина може да се креће од 156 до 170 г. Обично су на паковима одштампани логои хокејашких тимова.

## У подводном хокеју
Пак за подводни хокеј је мешавина тефлона и пластике или гуме. Најчешће је тежине 1,5 kg.

## Производња
Велике фабрике за производњу пакова се налазе само у Кини, Канади, Русији, Чешкој Републици и Словачкој